# 刘氏泰诺蛙
刘氏泰诺蛙（学名：Limnonectes liui）为蛙科大头蛙属的两栖动物，俗名刘氏小岩蛙，是中国的特有物种。分布于云南等地，一般栖息于宽而水流缓的山溪。其生存的海拔范围为550至760米。该物种的模式产地在云南勐腊。种加词取自中国两栖动物学家刘承钊的姓氏。